# أمامزادة هفت تن (قهاب رستاق)
أمامزادة هفت تن (بالإنجليزية: Emamzadeh Haft Tan)‏ هي مستوطنة تقع في إيران في قسم قهاب رستاق الريفي.